# What's Love?
What's Love? (What's Love Got to Do with It?) è un film del 2022 diretto da Shekhar Kapur.

## Trama
La regista Zoe, alla disperata ricerca di idee per il suo prossimo film, decide di girare un documentario in Pakistan sul matrimonio combinato del suo vicino e amico d'infanzia Kazim, ma durante le riprese tra i due nascono dei sentimenti.

## Produzione
Le riprese principali del film sono iniziate nel dicembre 2020.

## Promozione
Il primo trailer del film è stato pubblicato il 7 settembre 2022.

## Distribuzione
La prima del film è avvenuta il 10 settembre 2022 in occasione del Toronto International Film Festival, mentre la distribuzione nelle sale britanniche avverrà il 27 gennaio 2023. In Italia è stato presentato durante la diciassettesima edizione della Festa del cinema di Roma, vincendo il Premio Ugo Tognazzi alla miglior commedia, ed è stato presentato in sala il 16 marzo.